# Hexatoma (Eriocera) esmeralda
Hexatoma (Eriocera) esmeralda is een tweevleugelige uit de familie steltmuggen (Limoniidae). De soort komt voor in het Neotropisch gebied.